# Фащиевка
Фащиевка (укр. Фащіївка) — село в Виньковецком районе Хмельницкой области Украины.
Население по переписи 2001 года составляло 274 человека. Почтовый индекс — 32520. Телефонный код — 3846. Занимает площадь 1,768 км². Код КОАТУУ — 6820687505.

## Местный совет
32520, Хмельницкая обл., Виньковецкий р-н, с. Яснозорье